# Étienne-Émile Baulieu
Pour les articles homonymes, voir Blum.
Cet article possède un paronyme, voir Beaulieu.
Étienne-Émile Baulieu, né Étienne Blum le 12 décembre 1926 à Strasbourg (Bas-Rhin) et mort le 30 mai 2025 à Paris, est un biologiste français, docteur en médecine (1955) et docteur ès sciences (1963). Il est directeur d'unité de recherche à l'INSERM et professeur de biochimie à l'université Paris-Sud. Il devient professeur émérite au Collège de France et est notamment le président de l'Académie des sciences française en 2003 et 2004.
Spécialiste des hormones stéroïdes, il est mondialement connu pour la mise au point de l'anti-progestérone RU 486 (une pilule abortive) ,. Il fonde l'Institut Baulieu en juin 2008, pour soutenir ses recherches contre la maladie d'Alzheimer et la dépression.

## Biographie

### Famille
Originaire d'une famille juive alsacienne, Étienne-Émile Baulieu est né sous le patronyme de Blum. Il est le fils de Léon Blum (1878-1930) — un médecin néphrologue et diabétologue strasbourgeois, précurseur de l'insulinothérapie en France  —, le petit-fils du rabbin Félix Blum (1847-1925), alors grand rabbin de Mulhouse, et le cousin germain de Pierre Lévy. Après la mort de son père, il est élevé par sa mère, avocate et féministe, avec ses sœurs Simone et Françoise. Simone Blum, née en 1929, prend le nom de Suzanne Baulieu en 1942, pour échapper aux persécutions nazies, et plus tard de son mari, Brunhoff, et elle devient chercheuse en économie. Françoise, née en 1930 deviendra, elle aussi une chercheuse, mais en endocrinologie et sera la mère de Vincent Peillon.

### Jeunesse et études
Étienne Blum est élève au lycée Pasteur de Neuilly-sur-Seine jusqu'en 1939. Pendant la Seconde Guerre mondiale, il s'engage dans la Résistance en 1942 au sein du Front patriotique de la jeunesse où il prend le nom d'Émile Baulieu,. Il rejoint en août 1944 le bataillon Foges des Francs-tireurs et partisans et participe à la libération de la vallée de la Tarentaise. À la Libération, il garde le nom d'Émile Baulieu en y ajoutant son prénom de naissance, Étienne. Il s'inscrit à la faculté des sciences de Paris et à la faculté de médecine de Paris. Il suit tout d'abord l'enseignement de Max Fernand Jayle (« la rencontre la plus importante de [sa] vie » affirme-t-il a posteriori) dans le domaine des hormones stéroïdes et travaille sur la DHEA, dont il décrit le mode de sécrétion. Après son concours d'internat en 1953, il choisit comme spécialisation l'endocrinologie.
Parti travailler aux États-Unis pour son stage post-doctoral dans le laboratoire de Seymour Lieberman à l'université Columbia à New York, alors leader mondial de l'étude des stéroïdes, il y rencontre Gregory Pincus, le père de la pilule contraceptive qui vient d'être mise sur le marché (1960). Ce dernier lui propose de faire de la recherche sur des sujets de reproduction humaine avec le soutien financier de la Fondation Ford.

### Carrière médicale et enseignement
Docteur en médecine (endocrinologie), docteur es sciences (biochimie hormonale), il est chef de clinique des Hôpitaux de Paris et assistant de Lucien de Gennes. Il devient ensuite agrégé de biochimie de la faculté de médecine (1959), puis professeur titulaire de biochimie à la Faculté de médecine de l'université Paris-Sud. En 1993, il est élu professeur au Collège de France, titulaire de la chaire des fondements et principes de la reproduction humaine. Il y enseigne successivement le contrôle de la reproduction humaine et les pathologies nerveuses dégénératives.

### Carrière de chercheur
Préférant rentrer en France plutôt que d'accepter un poste aux États-Unis, Étienne-Émile Baulieu fonde avec le Dr Paul Robel, qui sera son collaborateur pendant plus de 50 ans, l'unité 33 de l'Inserm qu'il dirige et qui s'installe au CHU Kremlin-Bicêtre en 1970. En 1965, Etienne-Emile Baulieu devient conseiller scientifique de la présidence de l'industrie pharmaceutique Roussel-Uclaf pour laquelle il teste les effets physiologiques de leurs molécules de synthèse, dont le célèbre RU 486 ou mifépristone. Son équipe s'oriente alors vers la recherche en endocrinologie moléculaire. À la fin des années 1970, il publie en collaboration avec Roussel-Uclaf les résultats du RU 486 et se bat durant de nombreuses années pour obtenir son autorisation de mise sur le marché, malgré la virulente opposition de divers groupes politiques et religieux.
À la fin des années 1990, Étienne-Émile Baulieu prolonge ses travaux sur la déhydroépiandrostérone (DHEA) en étudiant son précurseur, la prégnénolone, dont il dirige la synthèse d'un dérivé (MAP4343), prometteur contre les états dépressifs et l'addiction. Il a également découvert le rôle de la protéine FKBP52, qui interagit avec la protéine Tau dont la forme pathologique est impliquée dans la maladie d'Alzheimer.

### Mort
Il meurt à l'âge de 98 ans le 30 mai 2025 à Paris. Il est inhumé au cimetière du Montparnasse (division 28).

## Apports scientifiques

### RU 486: une hormone pour l'interruption volontaire de grossesse
Spécialiste des hormones stéroïdes, Étienne-Émile Baulieu est mondialement connu pour la mise au point en 1981 de nouvelles antihormones comme l'anti-progestérone RU 486, ou pilule abortive, utilisable pour les interruptions précoces de grossesse, la facilitation des accouchements difficiles et le traitement de plusieurs types de tumeurs. Pour cela, son équipe composée notamment de Paul Robel, Edwin Milgrom et Henri Rochefort, travaille avec celles de Roussel-Uclaf, et tout particulièrement avec Édouard Sakiz et le chimiste Georges Teutsch, pour élaborer la structure moléculaire du RU 486 et tester son activité interruption de grossesse chez l'animal grâce notamment aux financements de la Fondation Ford.
Après des études de toxicité préalables, celles d'utilisation chez la femme sont réalisées à la demande de Roussel-Uclaf dans une société anglaise spécialisée. L'entreprise pharmaceutique a failli renoncer au développement de la molécule car les études chez le singe à doses très élevées montraient des effets d'insuffisance surrénalienne[réf. nécessaire] comparables à la maladie d'Addison, alors que c’est la nature même anti-corticoïde associée du produit, préalablement démontrée, qui était observée.
En 1982, la publication des premiers résultats montre que le produit administré aux doses prévues est sûr, sans danger, et efficace. Ces travaux suscitent des polémiques sur une « facilitation » de l'interruption volontaire de grossesse par une méthode qui évite aux femmes une chirurgie invasive et offre un avantage économique en évitant une intervention en milieu hospitalier, ainsi que l'avantage psychologique de la discrétion d'une décision prise par la femme seule. Devant les oppositions religieuses et politiques, le laboratoire Roussel-Uclaf renonce en 1988 à l'Autorisation de mise sur le marché du RU486 qu'elle venait d'obtenir. C'est grâce à l'intervention personnelle du Ministre de la santé de l'époque, Claude Évin, affirmant que « le RU 486 est la propriété morale des femmes » et proposant de le confier à un autre laboratoire, que Roussel décide finalement d'assumer et d'exploiter le produit. Le mifépristone ou pilule abortive est ainsi autorisé en France en 1988, puis progressivement dans d'autres pays.

### DHEA
Étienne-Émile Baulieu décrit en 1963 l'hormone déhydroépiandrostérone (DHEA), sécrétée par les glandes surrénales. En 2000, il a mis en évidence, avec Françoise Forette, certaines de ses propriétés, notamment par rapport à certains aspects particuliers du vieillissement (amélioration cutanée, augmentation de la densité osseuse et de la libido chez la femme ménopausée).

### Travaux sur les neurostéroïdes et les maladies neurodégénératives
Étienne-Émile Baulieu découvre avec le Dr Paul Robel au début des années 1980 que le cerveau est aussi producteur d'hormones stéroïdes qu'il dénomme « neurostéroïdes ». Cette publication a ouvert la voie de ses recherches dans le domaine du vieillissement cérébral et en particulier de la mémoire, mais aussi de la dépression.

#### MAP4343
Plus récemment, il étudie l'action de la prégnénolone dans le fonctionnement des microtubules des neurones. Il remarque que son insuffisance est impliquée dans de nombreuses pathologies nerveuses majeures comme les dépressions et les addictions. Pour compenser cette insuffisance et soigner ces maladies, il conçoit et met au point une molécule agoniste de la prégnénolone tout en évitant la formation des stéroïdes hormonaux dont elle est normalement le précurseur métabolique. Ses collaborateurs synthétisent pour cela un dérivé de la prégnénolone qui modifie le groupement 3ß-hydroxyl du composé naturel. Ce composé, connu sous le sigle « MAP4343 » peut agir sur les neurones sans avoir d'effet hormonal. Ce « candidat médicament » fait actuellement l'objet d'un essai clinique chez l'homme en phase 2 au sein de la société de biotechnologie MAPREG dans le traitement d'états dépressifs résistants, ainsi que chez l’animal pour lutter contre l’addiction.

#### FKBP52 et la maladie d'Alzheimer
L'approche du groupe de recherche mené par Étienne-Émile Baulieu sur les maladies neurodégénératives, de type maladie d'Alzheimer, vise non pas les plaques amyloïdes, sur lesquelles la recherche s'est jusqu'ici concentrée, mais la protéine tau (Tubuline Associated Unit), dont la forme pathologique, en particulier hyperphosphorylée, est délétère pour l'activité des neurones. Ce défaut provoque les troubles de la mémoire, de l'acquisition des connaissances et du comportement, caractéristiques de nombreuses maladies cérébrales dégénératives, dont la plus connue est la maladie d'Alzheimer. Les travaux de son groupe ont montré que la protéine tau interagissait avec une autre protéine cérébrale, une immunophiline dénommée FKBP52, découverte en 1992 par un groupe américain. L'interaction entre FKBP52 et Tau pathologique a été prouvée au niveau cellulaire, puis chez l'homme post-mortem - le niveau de la protéine FKBP52 était fortement diminué dans le cortex frontal de patients morts de maladies neurodégénératives,, et enfin in vivo chez le poisson-zèbre. Dans ce dernier cas, des animaux rendus malades par le transfert d'un gène de tauopathie humaine ont été soignés par une modulation de la protéine FKBP52. Cette avancée en recherche fondamentale très prometteuse permet d'envisager, d'une part de mesurer la quantité de protéine FKBP52 chez les personnes pour évaluer leur risque de développer une tauopathie conduisant à une démence sénile, et d'autre part de mettre au point des médicaments capables de stimuler cette protéine anti-tau.

## Décorations
- Grand-croix de la Légion d'honneur (2022)[34]. Grand officier de 2003.
- Grand-croix de l'ordre national du Mérite (2015)[35].

## Distinctions
Étienne-Émile Baulieu a été élu membre de l'Académie des sciences le 8 février 1982 et l'a présidée en 2003-2004. Professeur émérite au Collège de France, il a été de 1996 à 2004 membre du Comité consultatif national d'éthique pour les sciences de la vie et de la santé. Il est membre de l'Académie de médecine depuis 2002. Il est également membre de la National Academy of Sciences américaine depuis 1990.
Il a reçu plusieurs prix et distinctions en France, comme le prix d'honneur de l'INSERM en 2015, et à l'étranger, comme le prix Albert-Lasker en 1989.

## Engagements
Étienne-Émile Baulieu préside l'Institut de la longévité et du vieillissement, créé en 2002 sur sa proposition avec Françoise Forette. En juin 2008, il crée l'Institut Baulieu destiné à conduire et financer ses recherches contre la maladie d'Alzheimer et autres affections neurodégénératives responsables de démences séniles. Il est membre du Comité d’honneur de l'Association pour le droit de mourir dans la dignité.

## Vie privée
Il épousa en premières noces Yolande Marie Josette Horvais Compagnon Baulieu,(1924-2015), nèe à Evian les Bains, rencontrée à Annecy lors de la 2ème guerre mondiale, alors qu'il fuyait les persércutions antijuives en compagnie de sa mère et ses deux seurs Suzanne et Françoise  et dont il eut trois enfants, Catherine Baulieu-Brun (1948-), Laurent Baulieu (1951-) et Frèdèrique Baulieu (1955-). Après son veuvage, il épousa la productrice Simone Harari Baulieu. 

## Ouvrages
- Hormones: from Molecules to Diseases, Étienne-Émile Baulieu et Paul Kelly, éd. Hermann, 1990  (ISBN 978-2705660307).
- Génération pilule, Étienne-Émile Baulieu, éditions Odile Jacob, 1990, (ISBN 978-2738100719).
- Soi et non-soi, ouvrage collectif d'Étienne-Émile Baulieu, Jean Bernard, Marcel Bessis et Claude Debru, éditions du Seuil, 1990  (ISBN 978-2020116213).
- The Abortion Pill, Étienne-Émile Baulieu, éd. Simon & Schuster, 1991, et Century, 1992.
- Contraception, contrainte ou liberté ?, Étienne-Émile Baulieu, Françoise Héritier et Henri Leridon, éditions Odile Jacob, 1999  (ISBN 978-2738107220).
- Longévité : tous centenaires ?, Étienne-Émile Baulieu, éd. Platyplus Press, 2003  (ISBN 978-2847040210).
- Libre chercheur, Étienne-Émile Baulieu, entretiens avec Caroline Fourest, éditions Flammarion (2013)  (ISBN 978-2-08-126163-1) (BNF 43601807)

#### Article de presse
- [portrait] Annick Cojean, « Étienne-Émile Baulieu, inventeur de la pilule abortive : « J’ai toujours voulu aider les femmes » », Le Monde,‎ 7 mai 2023.

### Documentaires
- Étienne-Émile Baulieu, un optimiste convaincu, documentaire de Bernard Jourdain, dans la série Empreintes, diffusé sur France 5 le 9 novembre 2007
- L'Autre Pilule, un combat pour les femmes, Charles Castella et Ted Anspach, diffusé sur Arte le 2 juin 2015